# Фелдиоара (Уча де Жос)
Фелдиоара (рум. Feldioara) насеље је у Румунији у округу Брашов у општини Уча де Жос. Oпштина се налази на надморској висини од 410 m.

## Становништво
Према подацима из 2011. године у насељу је живело 245 становника.